# The One and Only
The One and Only är en sång skriven av Nik Kershaw och inspelad av Chesney Hawkes. Nik Kershaw och Alan Shacklock stod för produktionen, och Chesney Hawkes inspelning finns med i filmen Buddy's Song från 1991 där Chesney Hawkes spelade Buddy och Roger Daltrey hans far. Filmen blev bara en medelmåttig framgång i Storbritannien, men låten blev en stor hit där, och tillbringade fem veckor högst upp i topp på den brittiska singellistan i mars 1991.
Låten fanns även med i filmen Doc Hollywood, också den från 1991 (med Michael J. Fox) och blev en stor hit i USA, med topplaceringen 10 på Billboard Hot 100:s singellista i maj 1991.
På svenska Tracks blev låten listans femte största hit 1991.
Chesney Hawkes fick dock inga större framgångar därefter, och sången har blivit synonym med one-hit wonder-fenomenet, med tanke på sångtiteln.
Mario Lopez spelade 2008 in en trancecover på låten.
2009 fanns låten med i filmen Moon.

## Listplaceringar
| Lista (1991)            | Topplacering |
| ----------------------- | ------------ |
| Storbritannien          | 1            |
| Österrike               | 1            |
| Nederländerna (GFK)     | 9            |
| Nederländerna (topp 40) | 11           |
| Republiken Irland       | 3            |
| Norge                   | 5            |
| Sverige                 | 2            |
| Schweiz                 | 5            |
| USA                     | 10           |

### Fotnoter
1. 1 2  The Official UK Charts Company. ”All the No. 1's – The One and Only”. Arkiverad från originalet den 22 december 2008. https://web.archive.org/web/20081222121442/http://www.theofficialcharts.com/zoom.php?id=663. Läst 25 april 2009.
2. 1 2  ”Chart Stats - Chesney Hawkes - The One And Only”. Arkiverad från originalet den 7 juli 2007. https://web.archive.org/web/20070707194436/http://www.chartstats.com/songinfo.php?id=18587. Läst 25 april 2009.
3. 1 2  ”allmusic ((( Chesney Hawkes > Charts & Awards > Billboard Singles )))”. http://www.allmusic.com/artist/chesney-hawkes-p13156. Läst 25 april 2009.
4. ↑  ”Chesney Hawkes - The One And Only - austriancharts.at (tyska)”. http://austriancharts.at/showitem.asp?interpret=Chesney+Hawkes&title=The+One+And+Only&cat=s. Läst 25 april 2009.
5. ↑  ”dutchcharts.nl - Chesney Hawkes - The One And Only (nederländska)”. http://dutchcharts.nl/showitem.asp?interpret=Chesney+Hawkes&title=The+One+And+Only&cat=s. Läst 25 april 2009.
6. ↑  ”Nederlandse Top 40, vecka 24, 1991 (nederländska)”. http://www.top40.nl/index.aspx?week=24&jaar=1991. Läst 25 april 2009.
7. ↑  ”irishcharts.ie search results”. http://www.irishcharts.ie. Läst 20 april 2009.
8. ↑  ”The+One+And+Only&cat=s”. norwegiancharts.com - Chesney Hawkes - The One And Only. http://norwegiancharts.com/showitem.asp?interpret=Chesney+Hawkes&. Läst 25 april 2009.
9. ↑  ”The+One+And+Only&cat=s”. swedishcharts.com - Chesney Hawkes - The One And Only. http://swedishcharts.com/showitem.asp?interpret=Chesney+Hawkes&. Läst 25 april 2009.
10. ↑  ”Chesney Hawkes - The One And Only - hitparade.ch (German)”. http://hitparade.ch/showitem.asp?interpret=Chesney+Hawkes&. Läst 25 april 2009.